# Teslin (jezero)
Teslin je jezero na jugozapadu Kanade na granici provincija Britanska Kolumbija i Yukon, jedan od izvora rijeke Yukon.

## Opis
Jezero Teslin se nalazi u Stjenjaku, u kraju koji se zove Južna jezera, a to je grupa u kojoj su i Atlin i Tagish službeni izvor rijeke Yukon. Teslin je izduženo jezero, stješnjeno među planinama dugo preko 125 km, a široko svega 3 km.
Na njegovim obalama nalazi se selo Teslin, nekad veliko naselje za Zlatne groznice u Klondikeu - 1896. kad je gomila kopača prolazila na putu za Klondike.